# Skammen
Skammen er en svensk dramafilm fra 1968 skrevet og instrueret af Ingmar Bergman. Den har Max von Sydow og Liv Ullmann i hovedrollerne og fokuserer på et ægtepar, hvis hjem er truet af en borgerkrig. Filmen blev optaget og udgivet under Vietnamkrigen, men Bergman understregede, at filmen ikke var en kritik til den virkelige krig. Han udtrykte i stedet, at han i virkeligheden havde en interesse for at fortælle historien om "en lille krig".
Skammen vandt adskillige priser, herunder en Guldbagge for Ullmanns præstation. Den betragtes sommetider som den anden i en række tematisk relaterede film efter Ulvetimen (1968) og Passion (1969).

## Medvirkende (i udvalg)
- Liv Ullmann som Eva Rosenberg
- Max von Sydow som Jan Rosenberg
- Sigge Fürst som Filip
- Gunnar Björnstrand som Jacobi
- Birgitta Valberg som Jacobis kone
- Hans Alfredson som Fredrik Lobelius
- Ingvar Kjellson som Oswald
- Frank Sundström som forhørsleder
- Ulf Johanson som læge
- Vilgot Sjöman som journalist
- Bengt Eklund som vagt
- Gösta Prüzelius som præst
- Willy Peters som ældre officer
- Barbro Hiort af Ornäs som kvinde i flygtningebåd